# Hanna (2011)
Hanna  is een Europees-Amerikaanse actie-thrillerfilm uit 2011 onder regie van Joe Wright. De productie werd genomineerd voor onder meer de Saturn Award voor beste jonge acteur (Saoirse Ronan), de Empire Award voor beste thriller en de World Soundtrack Award voor ontdekking van het jaar (The Chemical Brothers).

## Verhaallijn
Het tienermeisje Hanna woont met haar vader, een ex-CIA-agent, in de wildernis van Finland. Daar wordt ze lichamelijk en geestelijk getraind tot de perfecte huurmoordenares voor een speciale missie. Wanneer ze deze missie uitvoert ontdekt ze meer over haar verleden en de reden waarom ze tot huurmoordenares getraind is.

## Rolverdeling
| Acteur           | Personage       |
| ---------------- | --------------- |
| Saoirse Ronan    | Hanna Heller    |
| Cate Blanchett   | Marissa Wiegler |
| Eric Bana        | Erik Heller     |
| Jessica Barden   | Sophie          |
| Tom Hollander    | Isaacs          |
| Olivia Williams  | Rachel          |
| Jason Flemyng    | Sebastian       |
| Michelle Dockery | False Marissa   |
| Vicky Krieps     | Johanna Zadek   |
| Martin Wuttke    | Knepfler        |
| Sebastian Hulk   | Titch           |